# Amblyomma limbatum
Amblyomma limbatum är en fästingart som beskrevs av Neumann 1899. Amblyomma limbatum ingår i släktet Amblyomma och familjen hårda fästingar. Inga underarter finns listade i Catalogue of Life.